# Bataille de Sidi Bouzid
Seconde Guerre mondiale
Batailles
- Course pour Tunis
- Ligne Mareth
- Sidi Bouzid
- Kasserine
- Sejnane
- Ochsenkopf
- Capri
- Ksar Ghilane
- Pugilist
- El Guettar
- Wadi Akarit
- Longstop Hill
- Hill 609
- Vulcan
- Flax
- Retribution
- Strike

La bataille de Sidi Bouzid est une bataille de la Seconde Guerre mondiale qui s'est déroulée près de la ville tunisienne de Sidi Bouzid. Elle a opposé la 10e et la 21e Panzerdivision commandées par Hans-Jürgen von Arnim à la 1re division blindée américaine commandée par le général Lloyd Fredendall.

## Contexte
La bataille de Sidi Bouzid s'inscrit dans la campagne de Tunisie opposant les forces de l'Allemagne nazie et de l'Italie fasciste (forces de l'Axe) aux forces alliées.
Ces dernières avaient échoué à capturer Tunis au cours de l'opération Torch à la fin 1942. Les belligérants profitent du statu quo consécutif à cette opération pour reconstituer leurs forces. Hans-Jürgen von Arnim, commandant en chef des forces de l'Axe en Tunisie, choisit de maintenir l'avantage gagné l'année précédente en menant des opérations visant à dissimuler ses intentions. En janvier 1943, les forces de l'Afrikakorps commandées par Erwin Rommel se sont repliées derrière la ligne Mareth, une ligne de fortification érigée par les Français près de la région côtière de Médenine dans le sud de la Tunisie. Les forces de Rommel sont alors renforcées par celles de Von Arnim. À ce moment, l'armée de Rommel est renommée en « première armée italienne » et le général italien Giovanni Messe placée à sa tête tandis que Rommel prend la direction des forces combinées de Von Armin et de Messe : l'Afrikakorps.
Alors que la majorité de la Tunisie, alors protectorat français, est contrôlée par les forces allemandes, la région de Sidi Bouzid est quant à elle contrôlée par les alliés avec le 2e corps de Lloyd Fredendall pour l'armée américaine et les troupes françaises du 19e corps d'Alphonse Juin. En l'absence de renseignements sur les intentions de l'ennemi, les alliés se dispersent pour couvrir plusieurs éventualités, ce qui a pour effet de laisser plusieurs unités isolées et incapables de se soutenir mutuellement en cas d'attaque concentrée. Fredendall organise le dispositif défensif sans avoir pris connaissance personnellement du terrain : les forces américaines sont dispersées entre deux collines : le djebel Lessouda et le djebel Ksaira.
Rommel avait pour sa part perçu la menace posée par ces forces au cas où elles décideraient de procéder à une poussée vers l'est, ce qui aurait divisé les deux armées sous son commandement et coupé la première armée italienne de ses ravitaillements à Tunis. Le 30 janvier, Von Arnim envoie la 21e Panzerdivision à l'assaut du col de Faïd tenu par les troupes françaises. Appelé à la rescousse, Fredendall réagit lentement, ce qui n'empêche pas les troupes de Von Arnim d'atteindre leur objectif tout en infligeant de lourdes pertes aux troupes françaises.